# Bourgogne côte-d'or
Le bourgogne côte-d'or est un vin de Bourgogne. Il s'agit d'une dénomination géographique au sein de l'appellation d'origine contrôlée bourgogne.
L'appellation est créée en 2017 ; son aire couvre le vignoble de quarante communes sur la côte de Nuits et la côte de Beaune.

## Histoire
Le processus de création de l'appellation a pris environ vingt ans. Des points techniques ont été discutés pour définir le cahier des charges, comme les communes qui pourraient bénéficier de l'appellation, ou le rendement autorisé.
C'est l'arrêté du 30 octobre 2017 qui instaure la dénomination géographique complémentaire « Côte d'Or » au sein de l'appellation bourgogne (dénomination qu'on peut rajouter sur les étiquettes, sous la forme « bourgogne côte-d'or »). Les vins produits cette année là peuvent donc revendiquer l'appellation une fois sur le marché, un à deux ans plus tard. La dénomination « Côte d'Or » est la quatorzième à compléter l'appellation bourgogne. 
Pour faire découvrir ces nouveaux vins au public, ils sont notamment mis à l'honneur pour la fête de la Saint-Vincent tournante de 2021. Le cahier des charges de la dénomination est celui de l'appellation bourgogne, modifié en décembre 2023.

## Situation géographique

### Géologie et orographie
Les sols sont argilo-calcaires, et les parcelles se situent en plaine, principalement sur des coteaux entre 250 et 450 m d'altitude, et en plateaux.

### Climatologie
L'exposition est orientée Sud-Est pour la majorité. Le climat tempéré à légère tendance continentale avec des étés chauds et des hivers froids, avec une amplitude thermique assez importante entre ces deux saisons. Les précipitations sont assez hétérogènes sur l'année, avec un mois de mai le plus pluvieux de l'année. Le vent qui souffle une partie de l'année est la bise. Les gelées tardives sont peu fréquentes sur le vignoble en général. Il y a bien quelques lieux-dits ou les risques de gelées sont plus importante (on parle de zones gelives). De violents orages peuvent s'abattre sur ce vignoble avec parfois de la grêle.
Pour la ville de Dijon (316 m), les valeurs climatiques jusqu'à 1990 :
| Mois                              | jan. | fév. | mars | avril | mai  | juin | jui. | août | sep. | oct. | nov. | déc. | année |
| --------------------------------- | ---- | ---- | ---- | ----- | ---- | ---- | ---- | ---- | ---- | ---- | ---- | ---- | ----- |
| Température minimale moyenne (°C) | −1   | 0,1  | 2,2  | 5     | 8,7  | 12   | 14,1 | 13,7 | 10,9 | 7,2  | 2,5  | −0,2 | 6,3   |
| Température moyenne (°C)          | 1,6  | 3,6  | 6,5  | 9,8   | 13,7 | 17,2 | 19,7 | 19,1 | 16,1 | 11,3 | 5,6  | 2,3  | 10,5  |
| Température maximale moyenne (°C) | 4,2  | 7    | 10,8 | 14,7  | 18,7 | 22,4 | 25,3 | 24,5 | 21,3 | 15,5 | 8,6  | 4,8  | 14,8  |
| Précipitations (mm)               | 49,2 | 52,5 | 52,8 | 52,2  | 86,3 | 62,4 | 51   | 65,4 | 66,6 | 57,6 | 64,2 | 62   | 732,2 |

## Vignoble

### Présentation
Le vignoble est réparti sur quarante communes de la côte de Nuits et de la côte de Beaune :
- Aloxe-Corton ;
- Auxey-Duresses ;
- Beaune ;
- Bligny-lès-Beaune ;
- Brochon ;
- Chambolle-Musigny ;
- Chassagne-Montrachet ;
- Cheilly-lès-Maranges ;
- Chenôve ;
- Chorey-les-Beaune ;
- Comblanchien ;
- Corgoloin ;
- Corpeau ;
- Couchey ;
- Dezize-lès-Maranges ;
- Dijon ;
- Fixin ;
- Flagey-Echézeaux ;
- Gevrey-Chambertin ;
- Gilly-lès-Cîteaux ;
- Ladoix-Serrigny ;
- Magny-lès-Villers ;
- Marsannay-la-Côte ;
- Meursault ;
- Monthelie ;
- Morey-Saint-Denis ;
- Nuits-Saint-Georges ;
- Pernand-Vergelesses ;
- Pommard ;
- Premeaux-Prissey ;
- Puligny-Montrachet ;
- Remigny ;
- Saint-Aubin ;
- Saint-Romain ;
- Sampigny-lès-Maranges ;
- Santenay ;
- Savigny-lès-Beaune ;
- Volnay ;
- Vosne-Romanée ;
- Vougeot.

### Encépagement
Le pinot noir compose exclusivement les vins rouges de l'AOC. Il est constitué de petites grappes denses, en forme de cône de pin composées de grains ovoïdes, de couleur bleu sombre. C'est un cépage délicat, qui est sensible aux principales maladies et en particulier au mildiou, au rougeot parasitaire, à la pourriture grise (sur grappes et sur feuilles), et au cicadelles. Ce cépage, qui nécessite des ébourgeonnages soignés, a tendance à produire un nombre important de grapillons. Il profite pleinement du cycle végétatif pour mûrir en première époque. Le potentiel d'accumulation des sucres est élevé pour une acidité juste moyenne et parfois insuffisante à maturité. Les vins sont assez puissant, riches, colorés, de garde. Ils sont moyennement tanniques en général.
Le chardonnay compose les vins blancs de l'AOC. Ses grappes sont relativement petites, cylindriques, moins denses que celles du pinot noir, constituées de grains irréguliers, assez petits, de couleur jaune doré. De maturation de première époque comme le pinot noir, il s'accommode mieux d'une humidité de fin de saison avec une meilleure résistance à la pourriture s'il n'est pas en situation de forte vigueur. Il est sensible à l'oïdium et à la flavescence dorée. Il débourre un peu avant le pinot noir, ce qui le rend également sensible aux gelées printanières. Les teneurs en sucre des baies peuvent atteindre des niveaux élevés tout en conservant une acidité importante, ce qui permet d'obtenir des vins particulièrement bien équilibrés, puissants et amples, avec beaucoup de gras et de volume.

### Méthodes culturales

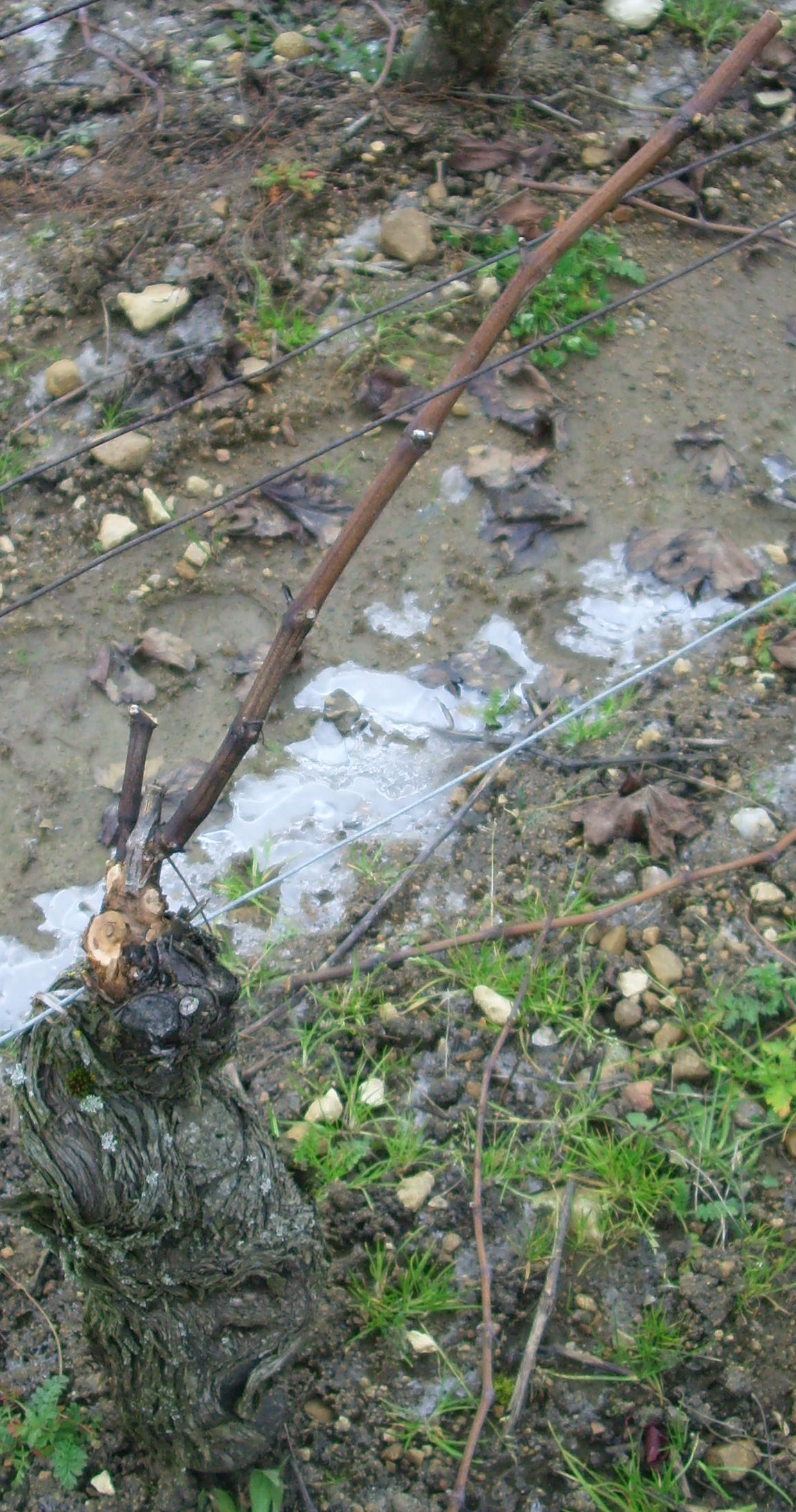
Pied de vigne taillé en Guyot simple

#### Travail manuel
Ce travail commence par la taille de la vigne, en « guyot simple », avec une baguette de cinq à huit yeux et un courson de un à trois yeux. Le tirage des sarments suit la taille. Les sarments sont enlevés et peuvent être brûlés ou mis au milieu du rang pour être broyés. On passe ensuite aux réparations. Puis vient le pliage des baguettes. Éventuellement, après le pliage des baguettes, une plantation de nouvelles greffes est réalisée. L'ébourgeonnage peut débuter dès que la vigne a commencé à pousser. Cette méthode permet, en partie, de réguler les rendements. Le relevage est pratiqué lorsque la vigne commence à avoir bien poussé. En général, deux à trois relevages sont pratiqués. La vendange en vert est pratiquée de plus en plus dans cette appellation. Cette opération est faite dans le but de réguler les rendements et surtout d'augmenter la qualité des raisins restants. Pour finir avec le travail manuel à la vigne, se réalise l'étape importante des vendanges.

#### Travail mécanique
L'enjambeur est d'une aide précieuse. Les différents travaux se composent du broyage des sarments, réalisé lorsque les sarments sont tirés et mis au milieu du rang. De trou fait à la tarière, là où les pieds de vignes sont manquants, en vue de planter des greffes au printemps. De labourage ou griffage, réalisé dans le but d'aérer les sols et de supprimer des mauvaises herbes. De désherbage fait chimiquement pour tuer les mauvaises herbes. De plusieurs traitements des vignes, réalisés dans le but de les protéger contre certaines maladies cryptogamiques (mildiou, oïdium, pourriture grise, etc.) et certains insectes (eudémis et cochylis). De plusieurs rognages consistant à écimer ou couper les rameaux de vigne qui dépassent du système de palissage. Des vendanges mécaniques se réalisant avec une machine à vendanger ou une tête de récolte montée sur un enjambeur.

## Vins
Les données de production des années récentes, telles que publiées par les Douanes, sont :
| Année | bourgogne côte-d'or rouge | bourgogne côte-d'or rouge | bourgogne côte-d'or rouge | bourgogne côte-d'or blanc | bourgogne côte-d'or blanc | bourgogne côte-d'or blanc |
| Année | superficie (ha)           | production (hl)           | rendement (hl/ha)         | superficie (ha)           | production (hl)           | rendement (hl/ha)         |
| ----- | ------------------------- | ------------------------- | ------------------------- | ------------------------- | ------------------------- | ------------------------- |
| 2020  | 317                       | 12 073                    | 38                        | 180                       | 10 336                    | 57                        |
| 2021  | 346                       | 10 587                    | 31                        | 195                       | 6 525                     | 33                        |
| 2022  | 340                       | 16 554                    | 49                        | 196                       | 11 871                    | 60                        |
| 2023  | 352                       | 19 075                    | 54                        | 204                       | 12 780                    | 63                        |
| 2024  | 359                       | 7 374                     | 21                        | 204                       | 8 557                     | 42                        |

### Titres alcoométriques volumiques
| Titre alcoométrique volumique | Rouge      | Rouge      | Blanc      | Blanc      |
| Titre alcoométrique volumique | Minimal    | Maximal    | Minimal    | Maximal    |
| ----------------------------- | ---------- | ---------- | ---------- | ---------- |
| Bourgogne côte-d'or           | 10,5 %vol. | 13,2 %vol. | 11,0 %vol. | 13,5 %vol. |
| Bourgogne régional            | 10,2 %vol. | 13,2 %vol. | 10,5 %vol. | 13 %vol.   |

### Vinification et élevage
Voici les méthodes générales de vinification de cette appellation. Il existe cependant des différences de méthode entre les différents viticulteurs et négociants.

#### Vinification en rouge
La récolte des raisins se fait à maturité et de façon manuelle ou mécanique. La vendange manuelle est le plus souvent triée, soit à la vigne soit à la cave avec une table de tri, ce qui permet d'enlever les grappes pourries ou insuffisamment mûres. La vendange manuelle est généralement éraflée puis mise en cuve. Une macération pré-fermentaire à froid est quelquefois pratiquée. La fermentation alcoolique peut démarrer, le plus souvent après un levurage. Commence alors le travail d'extraction des polyphénols (tanins, anthocyanes) et autres éléments qualitatifs du raisin (polysaccharides etc.). L'extraction se faisait par pigeage, opération qui consiste à enfoncer le chapeau de marc dans le jus en fermentation à l'aide d'un outil en bois ou aujourd'hui d'un robot pigeur hydraulique. Plus couramment, l'extraction est conduite par des remontages, opération qui consiste à pomper le jus depuis le bas de la cuve pour arroser le chapeau de marc et ainsi lessiver les composants qualitatifs du raisin. Les températures de fermentation alcoolique peuvent être plus ou moins élevées suivant les pratiques de chaque vinificateur avec une moyenne générale de 28 à 35 degrés au maximum de la fermentation. La chaptalisation est réalisée si le degré naturel est insuffisant : cette pratique est réglementée. À l'issue de la fermentation alcoolique suit l'opération de décuvage qui donne le vin de goutte et le vin de presse. La fermentation malolactique se déroule après mais est dépendante de la température. Le vin est soutiré et mis en fût ou cuve pour son élevage. L'élevage se poursuit pendant plusieurs mois (12 à 24 mois) puis le vin est collé, filtré et mis en bouteilles.

#### Vinification en blanc

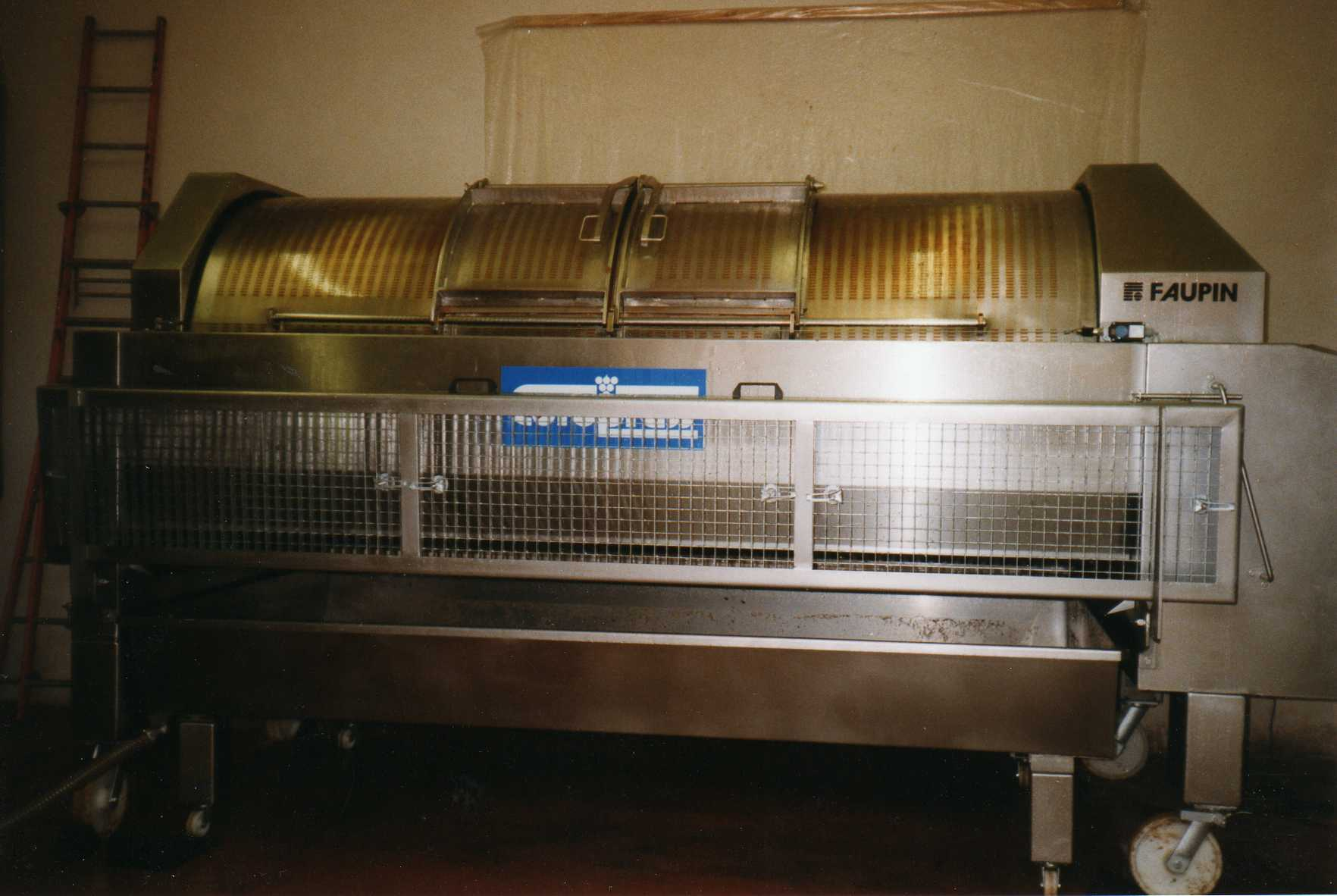
Pressoir pneumatique servant au pressurage

Comme pour le rouge, la récolte est manuelle ou mécanique et peut être triée. Les raisins sont ensuite transférés dans un pressoir pour le pressurage. Une fois le moût en cuve, le débourbage est pratiqué généralement après un enzymage. À ce stade, une stabulation préfermentaire à froid (environ 10 à 12 degrés pendant plusieurs jours) peut être recherchée pour favoriser l'extraction des arômes. Mais le plus souvent, après 12 à 48 heures, le jus clair est soutiré et mis à fermenter. La fermentation alcoolique se déroule avec un suivi tout particulier pour les températures qui doivent rester à peu près stables (18 à 24 degrés). La chaptalisation est aussi pratiquée pour augmenter le titre alcoométrique volumique si nécessaire. La fermentation malolactique est réalisée en Fûts ou en cuves. Les vins sont élevés « sur lies », en fûts, dans lesquels le vinificateur peut réaliser un « bâtonnage », c'est-à-dire une remise en suspension des lies. Cette opération dure pendant plusieurs mois au cours de l'élevage des blancs. À la fin, la filtration du vin est pratiquée pour rendre les vins plus limpides. La mise en bouteille clôture l'opération.

## Économie

### Structure des exploitations
Il existe des domaines de tailles différentes. Ces domaines mettent tout ou une partie de leurs propres vins en bouteilles et s'occupent aussi de le vendre. Les autres, ainsi que ceux qui ne vendent pas tous leurs vins en bouteilles, les vendent aux maisons de négoce.
Les maisons de négoce achètent leurs vins, en général, en vin fait (vin fini) mais parfois en raisin ou en moût. Elles achètent aux domaines et passent par un courtier en vin qui sert d'intermédiaire moyennant une commission de l'ordre de 2 % à la charge de l'acheteur.
Les caves coopératives et leurs apporteurs sont des vignerons. Ces derniers peuvent leur amener leurs récoltes, ou bien la cave coopérative vendange elle-même (machine à vendanger en général).